# Cecil (Geòrgia)
Cecil és una població dels Estats Units a l'estat de Geòrgia. Segons el cens del 2000 tenia 265 habitants.

## Demografia
Segons el cens del 2000, Cecil tenia 265 habitants, 118 habitatges, i 77 famílies. La densitat de població era de 120,4 habitants per km².
Dels 118 habitatges en un 31,4% hi vivien nens de menys de 18 anys, en un 45,8% hi vivien parelles casades, en un 12,7% dones solteres, i en un 34,7% no eren unitats familiars. En el 32,2% dels habitatges hi vivien persones soles el 17,8% de les quals corresponia a persones de 65 anys o més que vivien soles. El nombre mitjà de persones vivint en cada habitatge era de 2,25 i el nombre mitjà de persones que vivien en cada família era de 2,82.
Per edats la població es repartia de la següent manera: un 28,3% tenia menys de 18 anys, un 3% entre 18 i 24, un 28,3% entre 25 i 44, un 20,8% de 45 a 60 i un 19,6% 65 anys o més.
L'edat mediana era de 38 anys. Per cada 100 dones de 18 o més anys hi havia 91,9 homes.
La renda mediana per habitatge era de 20.469 $ i la renda mediana per família de 24.500 $. Els homes tenien una renda mediana de 36.250 $ mentre que les dones 17.143 $. La renda per capita de la població era de 12.490 $. Entorn del 15,8% de les famílies i el 21,1% de la població estaven per davall del llindar de pobresa.

## Poblacions més properes
El següent diagrama mostra les poblacions més properes.